# Mathew Barzal
Mathew Barzal (* 26. května 1997) je kanadský profesionální lední hokejista, střední útočník týmu New York Islanders v National Hockey League (NHL). Barzal byl Islanders vybrán v prvním kole vstupního draftu NHL 2015 (celkově jako 16. hráč). V sezóně 2017/18 vyhrál Calder Memorial Trophy jako nejlepší nováček NHL. Stal se tak pátým hráčem New York Islanders, který tuto cenu získal.

## Ocenění a úspěchy
- 2015 MS-18 – Top tří nejlepších hráčů v týmu
- 2016 MSJ – Top tří nejlepších hráčů v týmu
- 2016 WHL – První západní All-Star Tým
- 2017 MSJ – Top tří nejlepších hráčů v týmu
- 2017 WHL – První západní All-Star Tým
- 2017 WHL – Nejužitečnější hráč v playoff
- 2018 NHL – All-Rookie Tým
- 2018 NHL – Nejlepší nahrávač mezi nováčcích
- 2018 NHL – Nejproduktivnější nováček
- 2018 NHL – Nováček ledna 2018
- 2018 NHL – Calder Memorial Trophy
- 2019 NHL – All-Star Game
- 2020 NHL – All-Star Game
- 2024 NHL – All-Star Game

## Prvenství
- Debut v NHL – 15. října 2016 (Washington Capitals proti New York Islanders)
- První asistence v NHL – 15. října 2017 (Los Angeles Kings proti New York Islanders)
- První gól v NHL – 19. října 2017 (New York Rangers proti New York Islanders, švédskému brankáři Henrik Lundqvist)
- První hattrick v NHL – 23. prosince 2017 (New York Islanders proti Winnipeg Jets)

## Klubová statistika
| Sezóna      | Klub                 | Soutěž      |     | Základní část | Základní část | Základní část | Základní část | Základní část |    | Play off | Play off | Play off | Play off | Play off |
| Sezóna      | Klub                 | Soutěž      | Z   | G             | A             | B             | TM            | Z             | G  | A        | B        | TM       |          |          |
| 2013–14     | Seattle Thunderbirds | WHL         | 59  | 14            | 40            | 54            | 20            | 9             | 1  | 5        | 6        | 4        |          |          |
| 2014–15     | Seattle Thunderbirds | WHL         | 44  | 12            | 45            | 57            | 20            | 6             | 4  | 4        | 8        | 4        |          |          |
| 2015–16     | Seattle Thunderbirds | WHL         | 58  | 27            | 61            | 88            | 58            | 18            | 5  | 21       | 26       | 16       |          |          |
| 2016–17     | Seattle Thunderbirds | WHL         | 41  | 10            | 69            | 79            | 20            | 16            | 7  | 18       | 25       | 16       |          |          |
| 2016–17     | New York Islanders   | NHL         | 2   | 0             | 0             | 0             | 6             | —             | —  | —        | —        | —        |          |          |
| 2017–18     | New York Islanders   | NHL         | 82  | 22            | 63            | 85            | 30            | —             | —  | —        | —        | —        |          |          |
| 2018–19     | New York Islanders   | NHL         | 82  | 18            | 44            | 62            | 46            | 8             | 2  | 5        | 7        | 8        |          |          |
| 2019–20     | New York Islanders   | NHL         | 68  | 19            | 41            | 60            | 44            | 22            | 5  | 12       | 17       | 10       |          |          |
| 2020–21     | New York Islanders   | NHL         | 55  | 17            | 28            | 45            | 48            | 19            | 6  | 8        | 14       | 19       |          |          |
| 2021–22     | New York Islanders   | NHL         | 73  | 15            | 44            | 59            | 18            | —             | —  | —        | —        | —        |          |          |
| 2022–23     | New York Islanders   | NHL         | 58  | 14            | 37            | 51            | 22            | 6             | 2  | 0        | 2        | 2        |          |          |
| 2023–24     | New York Islanders   | NHL         | 80  | 23            | 57            | 80            | 34            | 5             | 2  | 3        | 5        | 4        |          |          |
| 2024–25     | New York Islanders   | NHL         | 30  | 6             | 14            | 20            | 4             | —             | —  | —        | —        | —        |          |          |
| NHL celkově | NHL celkově          | NHL celkově | 530 | 134           | 328           | 462           | 252           | 60            | 17 | 28       | 45       | 43       |          |          |

## Reprezentace
| Rok             | Tým             | Soutěž          | Z  | G  | A  | B  | TM |
| --------------- | --------------- | --------------- | -- | -- | -- | -- | -- |
| 2014            | Kanada 18       | MIH-18          | 5  | 2  | 5  | 7  | 0  |
| 2014            | Kanada 18       | MS-18           | 7  | 3  | 1  | 4  | 6  |
| 2015            | Kanada 18       | MS-18           | 7  | 3  | 9  | 12 | 0  |
| 2016            | Kanada 20       | MSJ             | 5  | 2  | 1  | 3  | 0  |
| 2017            | Kanada 20       | MSJ             | 7  | 3  | 5  | 8  | 4  |
| 2018            | Kanada          | MS              | 10 | 0  | 7  | 7  | 4  |
| 2022            | Kanada          | MS              | 9  | 2  | 6  | 8  | 4  |
| Junioři celkově | Junioři celkově | Junioři celkově | 31 | 13 | 21 | 33 | 10 |
| Senioři celkově | Senioři celkově | Senioři celkově | 19 | 2  | 13 | 15 | 8  |